# Margarita Pavlova
Pour les articles homonymes, voir Pavlova.
Margarita Nikolayevna Pavlova, née le 22 janvier 1979 dans l'oblast de Tcheliabinsk (URSS), est une femme politique russe. Elle est sénatrice depuis 2019.

## Biographie
En 2000, Margarita Pavlova est diplômée de l’Institut national de la culture de Tcheliabinsk. De 2010 à 2015, elle est commissaire aux droits de l'enfant dans la région de Tcheliabinsk. En 2015, elle est reconduite au même poste. Le 20 septembre 2019, elle est nommée sénatrice, représentant l'oblast de Tcheliabinsk,.
Margarita Pavlova fait l'objet de sanctions de la part de l'Union européenne, du Royaume-Uni, des États-Unis, du Canada, de la Suisse, de l'Australie, de l'Ukraine et de la Nouvelle-Zélande pour avoir ratifié les décisions du traité de reconnaissance des républiques populaires de Donetsk et de Lougansk par la Russie, et pour avoir apporté son soutien à l'annexion russe du Sud et de l'Est de l'Ukraine,,,.